# Дака-Бух
Дака-Бух — воссоздаваемое село в Серноводском районе Чеченской Республики. В конце 2022 года в Урус-Мартановском районе Чеченской Республики было принято решение образовать новые (воссоздать) сёла, в том числе Дака-Бух..

## География
Расположено к северу от реки Мереджи, в 59 километрах к югу от села Серноводское, административного центра района.

### Часовой пояс
Село Дака-Бух, как и вся Чеченская Республика, находится в часовой зоне МСК (московское время). Смещение применяемого времени относительно UTC составляет +3:00.

## Название
Название было дано по названию ранее находившегося здесь одноимённого селения Доку-Бухе (Даких).